# Olympische Sommerspiele 1996/Tischtennis – Doppel (Frauen)
Das Frauendoppel im Tischtennis bei den Olympischen Spielen 1996 in Atlanta wurde vom 23. bis 29. Juli im Georgia World Congress Center ausgetragen. Anders als beim Doppel 1992 in Barcelona wurde wieder ein Spiel um Bronze ausgespielt.

## Gruppenphase

### Gruppe A
| Rang | Athletinnen                       | S | N | Sätze | Sätze | Punkte | Punkte |     | China Volksrepublik | Frankreich | Kanada |
| ---- | --------------------------------- | - | - | ----- | ----- | ------ | ------ | --- | ------------------- | ---------- | ------ |
| 1    | Deng Yaping / Qiao Hong           | 2 | 0 | 4     | 0     | 86     | 39     | —   | 2:0                 | 2:0        |        |
| 2    | Emmanuelle Coubat / Wang Xiaoming | 1 | 1 | 2     | 2     | 53     | 71     | 0:2 | —                   | 2:0        |        |
| 3    | Barbara Chiu / Lijuan Geng        | 0 | 2 | 0     | 4     | 57     | 86     | 0:2 | 0:2                 | —          |        |

### Gruppe B
| Rang | Athletinnen                    | S | N | Sätze | Sätze | Punkte | Punkte |     | China Volksrepublik | Deutschland | Vereinigtes Konigreich | Chile |
| ---- | ------------------------------ | - | - | ----- | ----- | ------ | ------ | --- | ------------------- | ----------- | ---------------------- | ----- |
| 1    | Liu Wei / Qiao Yunping         | 3 | 0 | 6     | 1     | 146    | 65     | —   | 2:1                 | 2:0         | 2:0                    |       |
| 2    | Olga Nemes / Jie Schöpp        | 2 | 1 | 5     | 2     | 128    | 120    | 1:2 | —                   | 2:0         | 2:0                    |       |
| 3    | Andrea Holt / Lisa Lomas       | 1 | 2 | 2     | 4     | 96     | 119    | 0:2 | 0:2                 | —           | 2:0                    |       |
| 4    | Berta Rodríguez / Sofija Tepes | 0 | 3 | 0     | 6     | 60     | 126    | 0:2 | 0:2                 | 0:2         | —                      |       |

### Gruppe C
| Rang | Athletinnen                          | S | N | Sätze | Sätze | Punkte | Punkte |     | Hongkong 1959 | Korea Nord | Schweden | Peru |
| ---- | ------------------------------------ | - | - | ----- | ----- | ------ | ------ | --- | ------------- | ---------- | -------- | ---- |
| 1    | Chai Po Wa / Chan Tan Lui            | 2 | 1 | 4     | 2     | 122    | 91     | —   | 2:0           | 2:0        | 2:0      |      |
| 2    | Kim Hyon-hui / Tu Jong-sil           | 2 | 1 | 4     | 2     | 122    | 92     | 0:2 | —             | 2:0        | 2:0      |      |
| 3    | Pernilla Pettersson / Åsa Svensson   | 2 | 1 | 4     | 2     | 120    | 108    | 0:2 | 0:2           | —          | 2:0      |      |
| 4    | Eliana Gonzalez / Milagritos Gorriti | 0 | 3 | 0     | 6     | 53     | 126    | 0:2 | 0:2           | 0:2        | —        |      |

### Gruppe D
| Rang | Athletinnen                      | S | N | Sätze | Sätze | Punkte | Punkte |     | Korea Sud | Chinesisch Taipeh | Rumänien | Uganda |
| ---- | -------------------------------- | - | - | ----- | ----- | ------ | ------ | --- | --------- | ----------------- | -------- | ------ |
| 1    | Park Hae-jung / Ryu Ji-hae       | 3 | 0 | 6     | 0     | 126    | 82     | —   | 2:0       | 2:0               | 2:0      |        |
| 2    | Bai Hui-yun / Xu Jing            | 2 | 1 | 4     | 3     | 130    | 118    | 0:2 | —         | 2:1               | 2:0      |        |
| 3    | Emilia Ciosu / Georgeta Cojocaru | 1 | 2 | 3     | 4     | 132    | 118    | 0:2 | 1:2       | —                 | 2:0      |        |
| 4    | Nadunga Kyadobye / Mary Musoke   | 0 | 3 | 0     | 6     | 56     | 126    | 0:2 | 0:2       | 0:2               | —        |        |

### Gruppe E
| Rang | Athletinnen                     | S | N | Sätze | Sätze | Punkte | Punkte |     | Chinesisch Taipeh | Ungarn | Korea Nord | Australien |
| ---- | ------------------------------- | - | - | ----- | ----- | ------ | ------ | --- | ----------------- | ------ | ---------- | ---------- |
| 1    | Chen Chiu-tan / Chen Jing       | 2 | 1 | 5     | 3     | 159    | 138    | —   | 2:0               | 1:2    | 2:1        |            |
| 2    | Csilla Bátorfi / Krisztina Tóth | 2 | 1 | 4     | 2     | 119    | 100    | 0:2 | —                 | 2:0    | 2:0        |            |
| 3    | Kim Hyang-mi / Son Mi           | 2 | 1 | 4     | 4     | 141    | 149    | 2:1 | 0:2               | —      | 2:1        |            |
| 4    | Shirley Zhou / Stella Zhou      | 0 | 3 | 2     | 6     | 123    | 155    | 1:2 | 0:2               | 1:2    | —          |            |

### Gruppe F
| Rang | Athletinnen                     | S | N | Sätze | Sätze | Punkte | Punkte |     | Russland | Vereinigte Staaten | Niederlande | Nigeria |
| ---- | ------------------------------- | - | - | ----- | ----- | ------ | ------ | --- | -------- | ------------------ | ----------- | ------- |
| 1    | Irina Palina / Jelena Timina    | 3 | 0 | 6     | 0     | 126    | 75     | —   | 2:0      | 2:0                | 2:0         |         |
| 2    | Wei Wang / Lily Yip             | 2 | 1 | 4     | 4     | 130    | 137    | 0:2 | —        | 2:1                | 2:1         |         |
| 3    | Emily Noor / Bettine Vriesekoop | 1 | 2 | 3     | 4     | 122    | 131    | 0:2 | 1:2      | —                  | 2:0         |         |
| 4    | Bose Kaffo / Funke Oshonaike    | 0 | 3 | 1     | 6     | 102    | 136    | 0:2 | 1:2      | 0:2                | —           |         |

### Gruppe G
| Rang | Athletinnen                     | S | N | Sätze | Sätze | Punkte | Punkte |     | Japan | Deutschland | Niederlande | Italien |
| ---- | ------------------------------- | - | - | ----- | ----- | ------ | ------ | --- | ----- | ----------- | ----------- | ------- |
| 1    | Chire Koyama / Taeko Todo       | 3 | 0 | 6     | 2     | 148    | 123    | —   | 2:1   | 2:0         | 2:1         |         |
| 2    | Elke Schall / Nicole Struse     | 2 | 1 | 5     | 3     | 160    | 124    | 1:2 | —     | 2:1         | 2:0         |         |
| 3    | Geertje Keen / Mirjam Hooman    | 1 | 2 | 3     | 5     | 126    | 161    | 0:2 | 1:2   | —           | 2:1         |         |
| 4    | Alessia Arisi / Laura Negrisoli | 0 | 3 | 2     | 6     | 129    | 155    | 1:2 | 0:2   | 1:2         | —           |         |

### Gruppe H
| Rang | Athletinnen                      | S | N | Sätze | Sätze | Punkte | Punkte |     | Korea Sud | Japan | Kroatien | Brasilien |
| ---- | -------------------------------- | - | - | ----- | ----- | ------ | ------ | --- | --------- | ----- | -------- | --------- |
| 1    | Kim Moo-kyo / Park Kyung-ae      | 3 | 0 | 6     | 0     | 126    | 79     | —   | 2:0       | 2:0   | 2:0      |           |
| 2    | Fumiyo Kaizu / Rika Satō         | 2 | 1 | 4     | 2     | 113    | 89     | 0:2 | —         | 2:0   | 2:0      |           |
| 3    | Eldijana Aganović / Tamara Boroš | 1 | 2 | 2     | 4     | 101    | 117    | 0:2 | 0:2       | —     | 2:0      |           |
| 4    | Monica Doti / Lyanne Kosaka      | 0 | 3 | 0     | 6     | 71     | 126    | 0:2 | 0:2       | 0:2   | —        |           |

## Finalrunde
|  | Viertelfinale | Viertelfinale                | Viertelfinale               | Viertelfinale | Viertelfinale | Viertelfinale | Viertelfinale |                             |                            | Halbfinale                  | Halbfinale      | Halbfinale      | Halbfinale      | Halbfinale      | Halbfinale      | Halbfinale      |    |    | Finale | Finale | Finale | Finale | Finale | Finale | Finale |
|  |               |                              |                             |               |               |               |               |                             |                            |                             |                 |                 |                 |                 |                 |                 |    |    |        |        |        |        |        |        |        |
|  | A1            | Deng Yaping / Qiao Hong      | 18                          | 21            | 21            | 22            | 23            |                             |                            |                             |                 |                 |                 |                 |                 |                 |    |    |        |        |        |        |        |        |        |
|  | E1            | Chen Chiu-tan / Chen Jing    | 21                          | 16            | 19            | 24            | 21            |                             |                            |                             |                 |                 |                 |                 |                 |                 |    |    |        |        |        |        |        |        |        |
|  | E1            | Chen Chiu-tan / Chen Jing    | 21                          | 16            | 19            | 24            | 21            | A1                          | Deng Yaping / Qiao Hong    | 21                          | 19              | 21              | 21              |                 |                 |                 |    |    |        |        |        |        |        |        |        |
|  |               |                              |                             |               |               |               |               | A1                          | Deng Yaping / Qiao Hong    | 21                          | 19              | 21              | 21              |                 |                 |                 |    |    |        |        |        |        |        |        |        |
|  |               | H1                           | Kim Moo-kyo / Park Kyung-ae | 15            | 21            | 15            | 19            |                             |                            |                             |                 |                 |                 |                 |                 |                 |    |    |        |        |        |        |        |        |        |
|  | H1            | H1                           | Kim Moo-kyo / Park Kyung-ae | 15            | 21            | 15            | 19            | Kim Moo-kyo / Park Kyung-ae | 21                         | 21                          | 21              |                 |                 |                 |                 |                 |    |    |        |        |        |        |        |        |        |
|  | H1            |                              |                             |               |               |               |               |                             | 21                         | 21                          | 21              |                 |                 |                 |                 |                 |    |    |        |        |        |        |        |        |        |
|  | C1            | Chai Po Wa / Chan Tan Lui    | 18                          | 13            | 13            |               |               |                             |                            |                             |                 |                 |                 |                 |                 |                 |    |    |        |        |        |        |        |        |        |
|  |               |                              |                             |               |               |               |               | A1                          | Deng Yaping / Qiao Hong    | 18                          | 25              | 21              | 21              |                 |                 |                 |    |    |        |        |        |        |        |        |        |
|  |               | B1                           | Liu Wei / Qiao Yunping      | 21            | 23            | 15            | 11            |                             |                            |                             |                 |                 |                 |                 |                 |                 |    |    |        |        |        |        |        |        |        |
|  | D1            | Park Hae-jung / Ryu Ji-hae   | 23                          | 21            | 20            | 21            |               |                             |                            |                             |                 |                 |                 |                 |                 |                 |    |    |        |        |        |        |        |        |        |
|  | F1            | Irina Palina / Jelena Timina | 21                          | 18            | 22            | 15            |               |                             |                            |                             |                 |                 |                 |                 |                 |                 |    |    |        |        |        |        |        |        |        |
|  | F1            | Irina Palina / Jelena Timina | 21                          | 18            | 22            | 15            | D1            | Park Hae-jung / Ryu Ji-hae  | 13                         | 21                          | 20              | 11              |                 |                 |                 |                 |    |    |        |        |        |        |        |        |        |
|  |               |                              |                             |               |               |               |               | Park Hae-jung / Ryu Ji-hae  | 13                         | 21                          | 20              | 11              |                 |                 |                 |                 |    |    |        |        |        |        |        |        |        |
|  |               | B1                           | Liu Wei / Qiao Yunping      | 21            | 16            | 22            | 21            |                             |                            | Spiel um Bronze             | Spiel um Bronze | Spiel um Bronze | Spiel um Bronze | Spiel um Bronze | Spiel um Bronze | Spiel um Bronze |    |    |        |        |        |        |        |        |        |
|  | G1            | B1                           | Liu Wei / Qiao Yunping      | 21            | 16            | 22            | 21            | Chire Koyama / Taeko Todo   | 9                          | Spiel um Bronze             | Spiel um Bronze | Spiel um Bronze | Spiel um Bronze | Spiel um Bronze | Spiel um Bronze | Spiel um Bronze | 15 | 15 |        |        |        |        |        |        |        |
|  | G1            |                              |                             |               |               |               |               |                             | 9                          |                             |                 |                 |                 |                 |                 |                 | 15 | 15 |        |        |        |        |        |        |        |
|  | B1            | Liu Wei / Qiao Yunping       | 21                          | 21            | 21            |               |               |                             | H1                         | Kim Moo-kyo / Park Kyung-ae | 16              | 8               | 21              | 13              |                 |                 |    |    |        |        |        |        |        |        |        |
|  |               |                              |                             |               |               |               |               | D1                          | Park Hae-jung / Ryu Ji-hae | 21                          | 21              | 14              | 21              |                 |                 |                 |    |    |        |        |        |        |        |        |        |